# День рождения Алисы (повесть)
«День рожде́ния Али́сы» — фантастическая повесть Кира Булычёва из цикла «Приключения Алисы». Написана в 1971 году, впервые издана в 1974 году в авторском сборнике «Девочка с Земли» вместе с циклом рассказов «Девочка, с которой ничего не случится» и повестью «Путешествие Алисы». 
Повесть была переведена на 13 языков и вышла в 13 странах мира. В 2009 году экранизирована в виде одноимённого мультипликационного фильма (режиссёр Сергей Серёгин).

## Сюжет
За неделю до десятого дня рождения Алисы Селезнёвой (17 ноября) в Москву прилетает космический археолог Громозека, давний друг отца Алисы, профессора Селезнёва. Цель его приезда состоит в том, чтобы договориться с Институтом времени о предоставлении недавно изобретённой ими машины времени для особой миссии. На планете Колеида была обнаружена цивилизация, погибшая сто лет назад, и археологи предполагают, что жители могли умереть от вируса космической чумы. Чтобы проверить своё предположение и узнать, что случилось с планетой, они и хотят использовать машину времени. Поскольку у Алисы начинаются каникулы, Громозека предлагает Селезнёву сделать Алисе подарок — взять её в экспедицию на Колеиду. Селезнёв соглашается, тем более что Алиса очень хочет поехать.
На Колеиде Алиса знакомится с археологами с разных планет, в том числе с маленьким одноглазым и пушистым археологом Рррр, похожим на чёрного котёнка. Машину времени устанавливают на поляне неподалёку от раскопанного погибшего города колеидян. Первое путешествие во времени совершает руководитель «временщиков» (сотрудников Института времени) Петров, который перемещается во время самого начала эпидемии. Из газет, захваченных им, становится ясно, что болезнь распространилась после возвращения на Колеиду первого космического корабля — инфекция попала в него из космоса.
Громозека делится с Алисой своим тайным планом: вторую поездку в прошлое совершит «временщик» Ричард, который разведает, что произошло в день прилёта корабля, а третьей Громозека предлагает совершить путешествие в прошлое Алисе. Алиса ростом со среднего колеидянина и не вызовет подозрений, она сможет подобраться к кораблю и распылить в него вакцину из специального баллончика. Однако Алиса, посоветовавшись с Рррр, решает сама отправиться в прошлое той же ночью, опасаясь, что отец не разрешит ей это сделать, если Громозека обратится к нему. Она перемещается в прошлое вместе с Рррр на руках и там, притворившись гостьей из другой страны (из-за своего акцента), добирается до космодрома, где толпы людей встречают космонавтов. Когда дверь корабля открывается, Алиса подбегает и распыляет внутрь вакцину. Её действия принимают за организацию покушения, и сажают Алису в тюрьму. Однако при помощи Рррр ей удаётся сбежать, и затем они вдвоём добираются до места, где машина времени переносит их обратно в будущее.
Оказывается, что миссия Алисы удалась, и Колеида не погибла. Археологи встречаются с представителями современной Колеиды, пытаясь понять, как отразился поступок Алисы в их памяти. В книге по истории Колеиды они находят строчку о том, что во время торжественной встречи космонавтов одна девушка «первой подбежала к кораблю и опрыскала космонавтов духами». Громозека решает, что ему надо будет встретиться с правительством Колеиды, чтобы рассказать о том, как была спасена их планета.